# Nikolaj Edinger Balle
Nikolaj Edinger Balle (* 12. April 1839 in Olstrup, Ulse Sogn; † 13. November 1900 in Nuuk) war ein dänischer Missionar in Grönland und Hochschulleiter.

## Leben

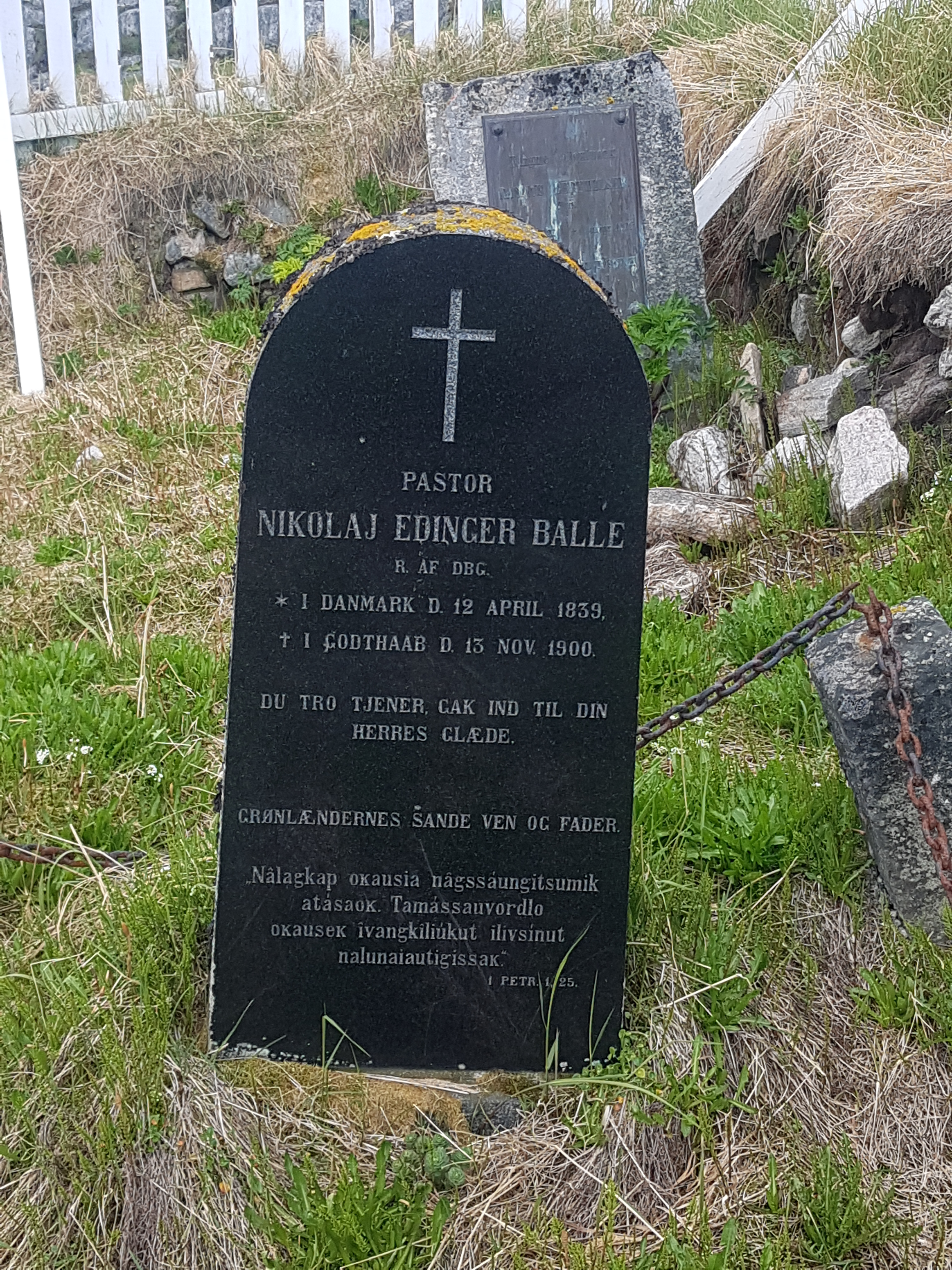
Nikolaj Edinger Balles Grab auf dem alten Friedhof in Nuuk (2022)

Nikolaj Edinger Balle war der Sohn des Pastors Johannes Peter Ovesen Balle (1810–1879) und seiner Frau Nancy Henriette Jacobine Schack (1815–1886). Er war ein Urenkel des Bischofs und Namensvetters Nicolai Edinger Balle (1744–1816).
Sein Berufswunsch, Grönlandmissionar zu werden, stand schon früh fest für ihn, nachdem er die Schriften der Familie Egede gelesen hatte. Er besuchte die Schule Herlufsholm, die er 1858 mit der Hochschulreife abschloss. Anschließend studierte er Theologie und schloss das Studium 1864 als cand.theol. ab. Während seiner Studienzeit wurde er von Nikolai Frederik Severin Grundtvig geprägt.
Nach dem Studium wurde er am 3. März 1865 zum Missionar in Ilulissat ernannt, wo er nebenher als Lehrer am Ajoqersuivissuaq, dem dortigen Seminarium, unterrichten sollte. Am 3. Mai wurde er ordiniert. 1867 wurde er zusätzlich zum Missionar in Uummannaq ernannt. Nikolaj Edinger Balle heiratete am 12. April 1869 in Ilulissat Kathrine Justine Fleischer (1849–1918), Tochter des Kolonialverwalters Knud Geelmuyden Fleischer (1815–1877) und seiner Frau Regine Magdalene Paulussen (1816–1889) sowie Enkelin des Kolonialverwalters Hans Mossin Fleischer (1789–1870). Aus der Ehe gingen unter anderem die Söhne Frederik Balle (1871–1939) und Knud Balle (1877–1928) hervor. 1869 wurde er kommissarisch zum Leiter des Ajoqersuivissuaq ernannt, bevor er im Folgejahr Missionar in Nuuk und Leiter des Ilinniarfissuaq wurde. 1872 wurde er obendrein zum Missionar in Maniitsoq ernannt. 1875 kehrte er vorübergehend nach Dänemark zurück und wurde nach seiner Rückkehr 1877 außerdem noch zum Missionar in Sisimiut ernannt. Von 1883 bis 1884, 1890 bis 1891 und 1897 bis 1898 war er weitere Male beurlaubt. Nikolaj Edinger Balle wurde 1895 zum Ritter des Dannebrogordens ernannt. Mit 35 Jahren war er bis dahin derjenige, der am längsten als Missionar in Grönland tätig war. Er sprach ausgezeichnet Grönländisch und es ist sein Verdienst, dass man begann grönländische Katecheten zu ordinieren, was bis dahin nicht üblich war. Er starb 1900 in Nuuk im Alter von 61 Jahren.